# Galium baytopianum
Galium baytopianum är en måreväxtart som beskrevs av Friedrich Ehrendorfer och Schönb.-tem.. Galium baytopianum ingår i släktet måror, och familjen måreväxter. Inga underarter finns listade i Catalogue of Life.